# ناحیه برگلند، میشیگان
ناحیه برگلند (به انگلیسی: Bergland Township) یک منطقهٔ مسکونی در ایالات متحده آمریکا است که در شهرستان انتوناگون، میشیگان واقع شده‌است.
 ناحیه برگلند  ۴۶۷ نفر جمعیت دارد و ۴۰۵ متر بالاتر از سطح دریا واقع شده‌است.